# Motosada Mori
Motosada Mori (nascido em 1964, em Hiroshima, Japão) é conhecido por seu trabalho como conselheiro de área militar para a série Metal Gear, apresentando conceitos e a realidade por trás de armas, veículos e outros objetos em geral militares. Ele já foi um instrutor da SWAT e atualmente é um escritor. Ele ensina defesa pessoal e faz parte da International Close Combat Instructors Association (ICCIA). Ele teve participação nas obras: Metal Gear Solid V: The Phantom Pain, Metal Gear Solid V: Ground Zeroes, Metal Gear Solid 4: Guns of the Patriots, Dead Rising, Metal Gear Solid 3: Snake Eater, Metal Gear Solid 2: Sons of Liberty e Metal Gear Solid.